# 11314 Charcot
För andra betydelser, se Charcot (olika betydelser).
11314 Charcot eller 1994 NR1 är en asteroid i huvudbältet som upptäcktes den 8 juli 1994 av den belgiske astronomen Eric W. Elst vid CERGA-observatoriet. Den är uppkallad efter den franske läkaren Jean Martin Charcot.
Asteroiden har en diameter på ungefär 10 kilometer.